# Aplogompha opulenta
Aplogompha opulenta là một loài bướm đêm trong họ Geometridae.